# 烏霍洛沃區

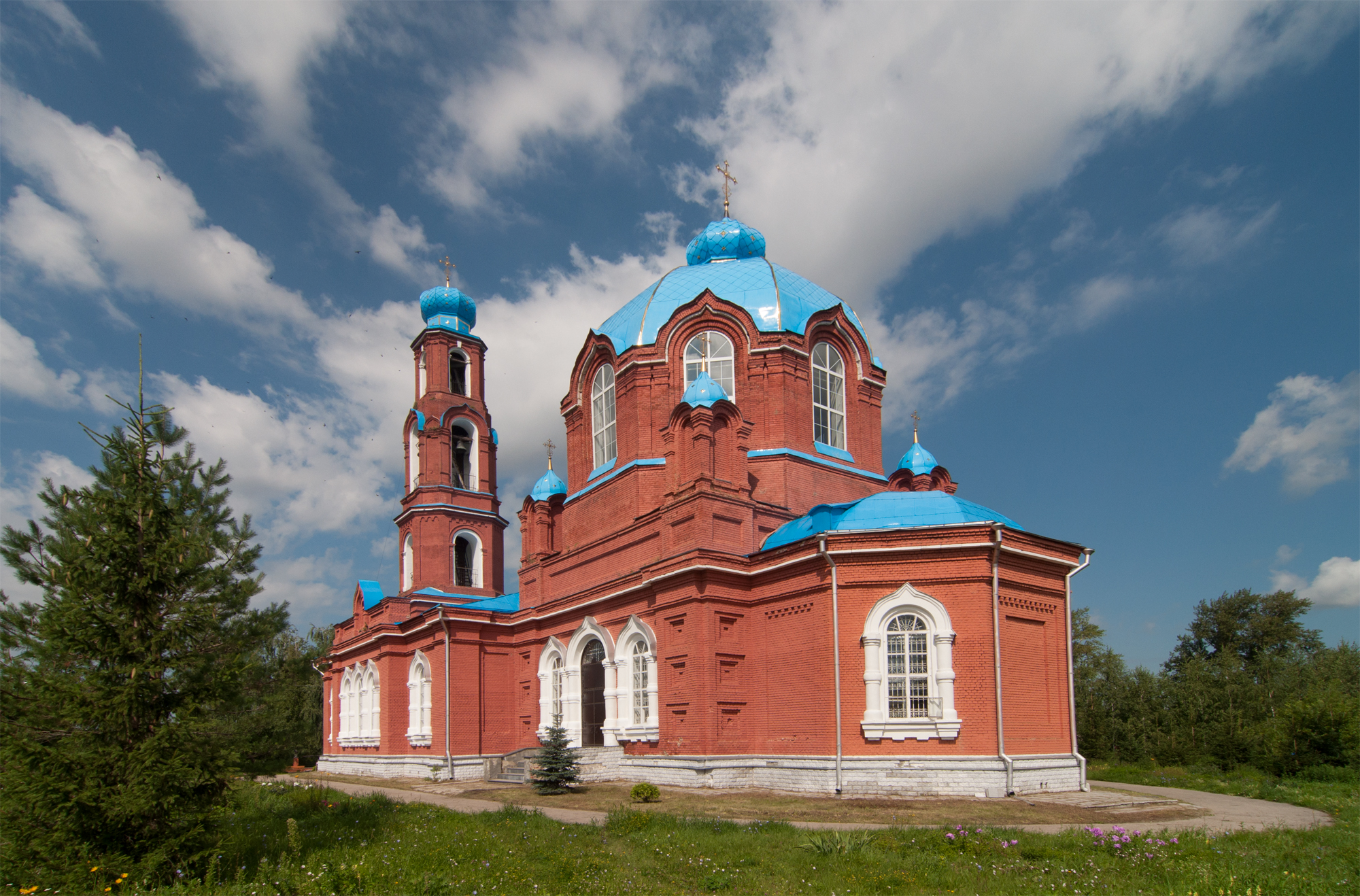

53°47′32″N 40°29′09″E / 53.79222°N 40.48583°E
烏霍洛沃區（俄语：Ухоловский район），是俄羅斯的一個區，位於該國西部，由梁贊州負責管轄，面積956平方公里，2010年該區人口9,532，人口密度每平方公里9.97人。